# Eco luminosa

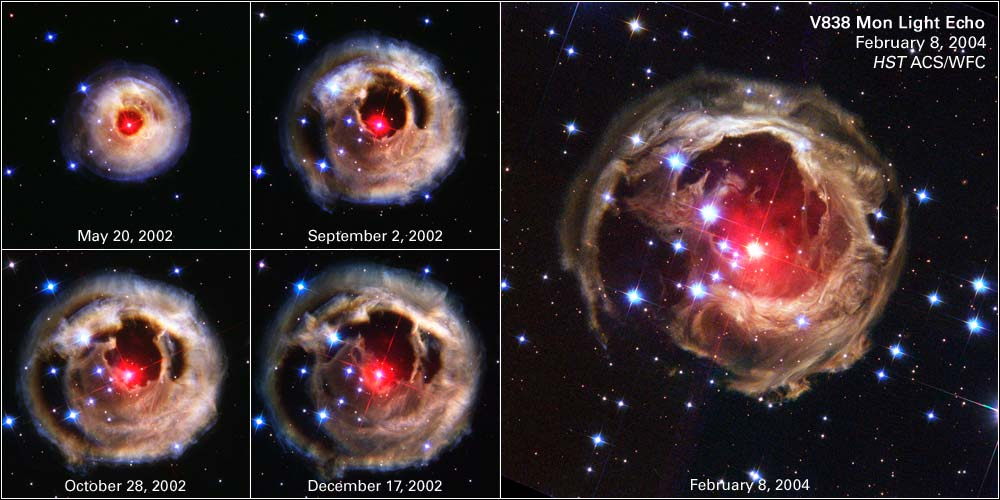
Immagini che mostrano l'espansione dell'eco luminosa di V838 Monocerotis. HST, NASA/ESA.

L'eco luminosa è un fenomeno piuttosto insolito osservato in astronomia. Analogamente all'eco acustica, una eco di luce viene prodotta quando un improvviso lampo o flash, come quello prodotto in una nova, viene riflessa dalla materia interstellare e arriva all'osservatore con un certo ritardo dal flash iniziale. A causa della loro geometria, gli echi di luce possono produrre l'illusione di velocità superiori alla velocità della luce (velocità superluminali).

## Storia
P. Couderc nel 1939 fu il primo a cercare di fornire una convincente spiegazione alla presenza di archi luminosi attorno alla Nova Persei; in seguito la stessa teoria venne applicata all'esistenza della curva di luce di alcune supernove extragalattiche, e venne spiegata in tal modo anche la distribuzione della polvere interstellare davanti alla supernova SN1987A nella Grande Nube di Magellano. 
Si ricorda anche la stella eruttiva V838 Monocerotis, osservata grazie all'Hubble Space Telescope, dove era chiaramente visibile l'espansione del guscio di luce generato durante l'eruzione, datata febbraio 2002; si stimò che l'apparente espansione sarebbe continuata fino al 2010.
Gli echi di luce sono stati utilizzati anche per determinare accuratamente la distanza della stella Variabile Cefeide RS Puppis.
Ultimamente, osservando deboli nebulose variabili, alcuni astronomi hanno dedotto che si trattava di una eco luminosa dell'esplosione della famosa supernova di Tycho Brahe del 1572; studiando la curva di luce e lo spettro di questa eco, si è potuto stabilire che si trattava di una normale supernova Ia, con una certa asimmetria dell'espansione e una distanza superiore a quella precedentemente stimata.

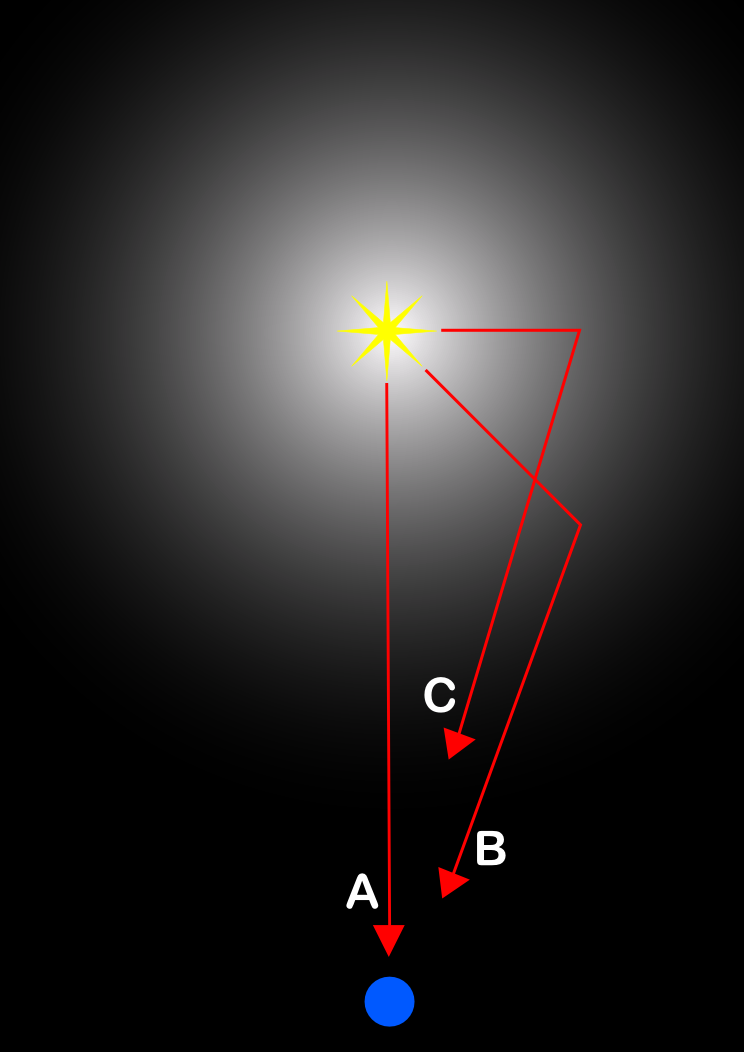
La luce riflessa, seguendo il tragitto B, arriva poco dopo il flash diretto che seguiva il tragitto A, ma prima della luce che ha seguito la traiettoria C. B e C hanno la stessa distanza apparente dalla stella visti da Terra.